# Cláudio Mortari
Cláudio Mortari, né le 15 mars 1948, à São Paulo, au Brésil, est un ancien joueur et entraîneur brésilien de basket-ball. 

## Palmarès
Entraîneur
- Champion du Brésil 1977, 1978, 1979, 1983, 1995
- Coupe intercontinentale 1979